# Eyes of Blue
Eyes of Blue är ett brittiskt psykedelisk/progressivt rockband, verksamt under sent 1960-tal. Bandet rönte under sin karriär få framgångar, och har även av eftervärlden blivit föga uppmärksammade. 
Trots detta är det ingen tvekan om att Eyes of Blue hör till den rad av band som under sent 1960-tal verkade för en intellektualisering av popmusiken, och för att sammanföra den med influenser från klassisk musik och jazz, dock med en helt annan framtoning än till exempel King Crimson, som var ett mycket mer avantgardistiskt band. 
Eyes of Blue låter mer som psykedeliskt sextiotal, mindre som progressiv rock. Det finns en tydlig uppdelning mellan influenserna, som existerar sida vid sida snarare än sammansmälta till en enhet. I jämförelse med senare band inom psykedelisk/progressiv musik som Gong, Yes, King Crimson och Gentle Giant är Eyes of Blues musik ganska enkelt uppbyggd.
Efter att bandet splittrats gick trumslagaren John Weathers via andra småprojekt vidare inom musiken, och hamnade slutligen i Gentle Giant 1972. Keybordisten Phil Ryan spelade senare i Man.

## Diskografi
Album
- Crossroads of Time (1968)
- In Fields of Ardath (1969)

Singlar/EPs
- "Up And Down" / "Heart Trouble" (1966)
- "Supermarket Full Of Cans" / "Don't Ask Me To Mend A Broken Heart" (1967)
- "Largo" / "Yesterday" (1968)